# 567
El 567 (DLXVII) fou un any comú començat en dissabte del calendari julià.

## Esdeveniments
- El Segon Concili de Tours decideix excomunicar durant un any els clergues enxampats al llit amb la seva muller.
- Tres Desastres de Wu

## Necrològiques
- Caribert I, rei de París (nascut cap al 517).[1]